# Władysław Kiełbasa
Władysław Kiełbasa (ur. 31 grudnia 1893 w Ptaszkowej, zm. 2 września 1939 w Mikołowie) – podpułkownik piechoty Wojska Polskiego, kawaler Orderu Virtuti Militari.

## Życiorys
Urodził się 31 grudnia 1893 w Ptaszkowej k. Nowego Sącza, w rolniczej rodzinie Antoniego i Agaty z Kogutów. Uczęszczał do szkoły powszechnej, następnie do gimnazjum w Nowym Sączu, gdzie w czerwcu 1914 zdał maturę. Od 1910 działał w organizacji „Filaretów i Filomatów”, pod pseudonimem „Kruk”. W latach 1913–1914 był członkiem Związku Strzeleckiego w Nowym Sączu. Od sierpnia 1914 do listopada 1915 jako żołnierz jednoroczny armii austro-węgierskiej pełnił służbę w 20. Pułku Piechoty w Tarnowie. Podczas I wojny światowej walczył na frontach włoskim i rosyjskim. Został trzykrotnie ranny. W czasie służby na froncie włoskim, w 1918 wstąpił do polskiej organizacji wojskowej „Wolność”. 1 listopada 1918 jako ochotnik wstąpił do Armii Polskiej. 18 listopada 1918 przybył do Nowego Sącza i zasilił szeregi powstającego tam polskiego 20 pułku piechoty, który został następnie przemianowany na 1 Pułk Strzelców Podhalańskich. Jako dowódca kompanii, w składzie tego pułku, uczestniczył w działaniach wojennych w latach 1918–1919 na pograniczach południowych i wschodnich. 1 czerwca 1919 awansowany na stopień kapitana. Wziął udział w wojnie polsko-bolszewickiej i wyprawie kijowskiej. 15 czerwca 1920 został ciężko ranny. Odznaczony Krzyżem Orderu Virtuti Militari V klasy i dwukrotnie Krzyżem Walecznych m.in. za udział w walkach pod Stasiewem i Zarudziem. Po okresie rekonwalescencji powrócił do służby w 1 psp, gdzie pełnił funkcję dowódcy kompanii i kwatermistrza. 11 stycznia 1928 otrzymał stopień majora. 1 maja 1928 został przeniesiony do 22. batalionu KOP w Nowych Trokach na stanowisko kwatermistrza. 1 czerwca 1932 przeniesiony do 27. Pułku Piechoty w Częstochowie, gdzie objął stanowisko dowódcy 3., a następnie 2. batalionu. 26 kwietnia 1938 otrzymał awans na podpułkownika i został przeniesiony do 73. pułku piechoty w Katowicach. Objął stanowisko dowódcy 2. batalionu stacjonującego w Oświęcimiu. Podczas służby w tej jednostce pełni jednocześnie  funkcję komendanta garnizonu. Od 24 września do 10 grudnia 1938 wraz ze swym pułkiem działał w grupie gen. Bortnowskiego, a tym samym brał udział w zajęciu Zaolzia.
W czasie kampanii wrześniowej śmiertelnie ranny w kontrnatarciu na Wyry, zmarł w szpitalu w Mikołowie. Pochowany na cmentarzu parafialnym w Mikołowie. Pośmiertnie został odznaczony Krzyżem Orderu Wojennego Virtuti Militari IV klasy i awansowany do stopnia pułkownika.
29 grudnia 1920 ożenił się ze Stefanią Pulitówną, z którą miał trójkę dzieci: Zofię, Marię i Jerzego.

## Ordery i odznaczenia
- Krzyż Złoty Orderu Wojennego Virtuti Militari (pośmiertnie)
- Krzyż Srebrny Orderu Wojskowego Virtuti Militari nr 1886
- Krzyż Kawalerski Orderu Odrodzenia Polski[3]
- Krzyż Walecznych (dwukrotnie)[3]
- Złoty Krzyż Zasługi (10 listopada 1928)[4]
- Medal Niepodległości (9 listopada 1933)[5]
- Medal Pamiątkowy za Wojnę 1918–1921[3]
- Medal Dziesięciolecia Odzyskanej Niepodległości[3]
- Państwowa Odznaka Sportowa[6]
- Odznaka 27 Pułku Piechoty[3]

## Upamiętnienie
Imieniem podpułkownika Władysława Kiełbasy zostały nazwane ulice w Oświęcimiu, Mikołowie i Wyrach.
Na froncie Domu Turysty PTTK w Mikołowie umieszczono tablicę upamiętniającą ppłk. Władysława Kiełbasę.
Przy głównym wejściu do koszar jednostki Wojska Polskiego na Osiedlu Pileckiego w Oświęcimiu wmurowano tablicę upamiętniającą, ppłk. Władysława Kiełbasę, który przed wybuchem II wojny światowej był Komendantem Garnizonu.